# Gircsi – Több Szabadság
A Gircsi – Több Szabadság (grúzul: გირჩი — მეტი თავისუფლება) egy grúziai párt, amelyet 2020 decemberében hoztak létre az Új Politikai Közép — Gircsi korábbi tagjai. A párt az atlanticizmus elkötelezett támogatója.
A Liberálisok és Demokraták Szövetsége Európáért Párt teljes jogú tagja.

## A párt elnökei
| Név                               | hivatal kezdete                   | hivatal vége                      |
| A Gircsi – Több Szabadság elnökei | A Gircsi – Több Szabadság elnökei | A Gircsi – Több Szabadság elnökei |
| --------------------------------- | --------------------------------- | --------------------------------- |
| Zurab Japaridze                   | 2020. december 26.                | hivatalban                        |

## Választások
A 2021-es önkormányzati választáson a párt összesen 25 467 (1,44%) szavazatot szerzett és egyedül a Tbiliszi városi közgyűlésben rendelkezik képviselővel.  Itt egyetlen mandátuma van az ötvenből. A 2024-es parlamenti választásokon a Koalíció a Változásért koalíció részeként indult, és közösen összesen 19 mandátumot szereztek.
| Választás | Szavazatok száma | Szavazatok aránya | Mandátumok száma | Mandátumok aránya | Parlamenti szerepe |
| --------- | ---------------- | ----------------- | ---------------- | ----------------- | ------------------ |
| 2024-es   | 229 161          | 11.04%            | 3                | 2%                | ellenzék           |